# John Crocker Bulteel
Pour les articles homonymes, voir Bulteel.
John Crocker Bulteel (of Flete), né le 15 mai 1793 à Holbeton et mort le 10 septembre 1843 dans le Grand Londres, est un chasseur et homme politique whig anglais.

## Biographie
D'une famille d'huguenots originaire de Tournai, arrière-petit-fils de James Bulteel, John Crocker Bulteel est le fils et héritier de John II Bulteel (1763-1837), of Flete et Lyneham, High Sheriff of Devon (en), et d'Elizabeth Perring (cousine germaine de John Perring, 1er baronnet (en)).
Il fréquente la Plympton Grammar School (en) dans le Devon, où il fait la connaissance de Jack Russell (1795–1883). Bulteel et Russell se sont battus une fois à l'école, lorsque Bulteel a reçu un œil au beurre noir de Russell, mais ils deviennent plus tard amis, partageant une passion commune pour la chasse.

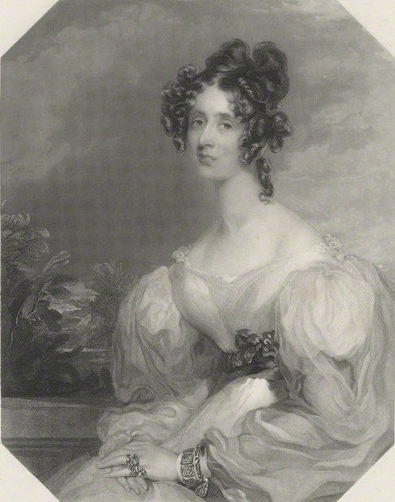
Portrait de son épouse, Lady Elizabeth Grey.

En 1826, il épouse Elizabeth Grey, fille du premier ministre Charles Grey (2e comte Grey), par qui il a les enfants suivants :
- John Bulteel (1827–1897), époux d'Euphemia Emily Parsons (petite-fille du major-général David Dewar) et beau-père de Frederick Lambton (4e comte de Durham)
- Mary Elizabeth Bulteel (1832-1916), demoiselle d'honneur de la reine Victoria, qui en 1861 épouse Henry Ponsonby (1825–1895), secrétaire privé et écuyer de la reine Victoria
- Georgiana Bulteel (1834-1899), qui épouse en 1860 Henry Bingham Mildmay, of Shoreham Place, partenaire de Barings Bank, et mère de Francis Mildmay (en)
- Louisa Emily Charlotte Bulteel (1839-1892), qui en 1861 épouse Edward Baring. Ils sont les arrière-arrière-grands-parents de Diana, princesse de Galles.

Il est membre du député pour le South Devon de 1832 à 1834.
Pendant la vie de son père, il réside dans le domaine familial de Lyneham (en), tandis que son père réside à Flete House. Il est à l'origine du Lyneham Pack, ensuite célèbre sous la maîtrise de M. Trelawny. Il est plus tard maître des Dartmoor Foxhounds (en).
Vers 1835, il remodèle sa résidence Flete House en style gothique crénelé selon ses propres plans.
Il devient High Sheriff of Devon (en) en 1841.

## Sources
- (en) Cet article est partiellement ou en totalité issu de l’article de Wikipédia en anglais intitulé « John Crocker Bulteel » (voir la liste des auteurs).
- Vivien Allen, The Bulteels: The Story of a Huguenot Family,  Phillimore & Co Ltd, Chichester, 2004